# Stanoviště
Stanoviště är en ort i Tjeckien.   Den ligger i regionen Södra Mähren, i den sydöstra delen av landet, 160 km sydost om huvudstaden Prag. Stanoviště ligger 498 meter över havet och antalet invånare är 317.
Terrängen runt Stanoviště är platt. Runt Stanoviště är det tätbefolkat, med 411 invånare per kvadratkilometer. Närmaste större samhälle är Ivančice, 17,7 km sydost om Stanoviště. I omgivningarna runt Stanoviště växer i huvudsak blandskog.